# اشلی نویل
اشلی نویل (انگلیسی: Ashleigh Neville؛ زادهٔ ۲۹ آوریل ۱۹۹۳) بازیکن فوتبال اهل بریتانیا است.